# Truth in Numbers?

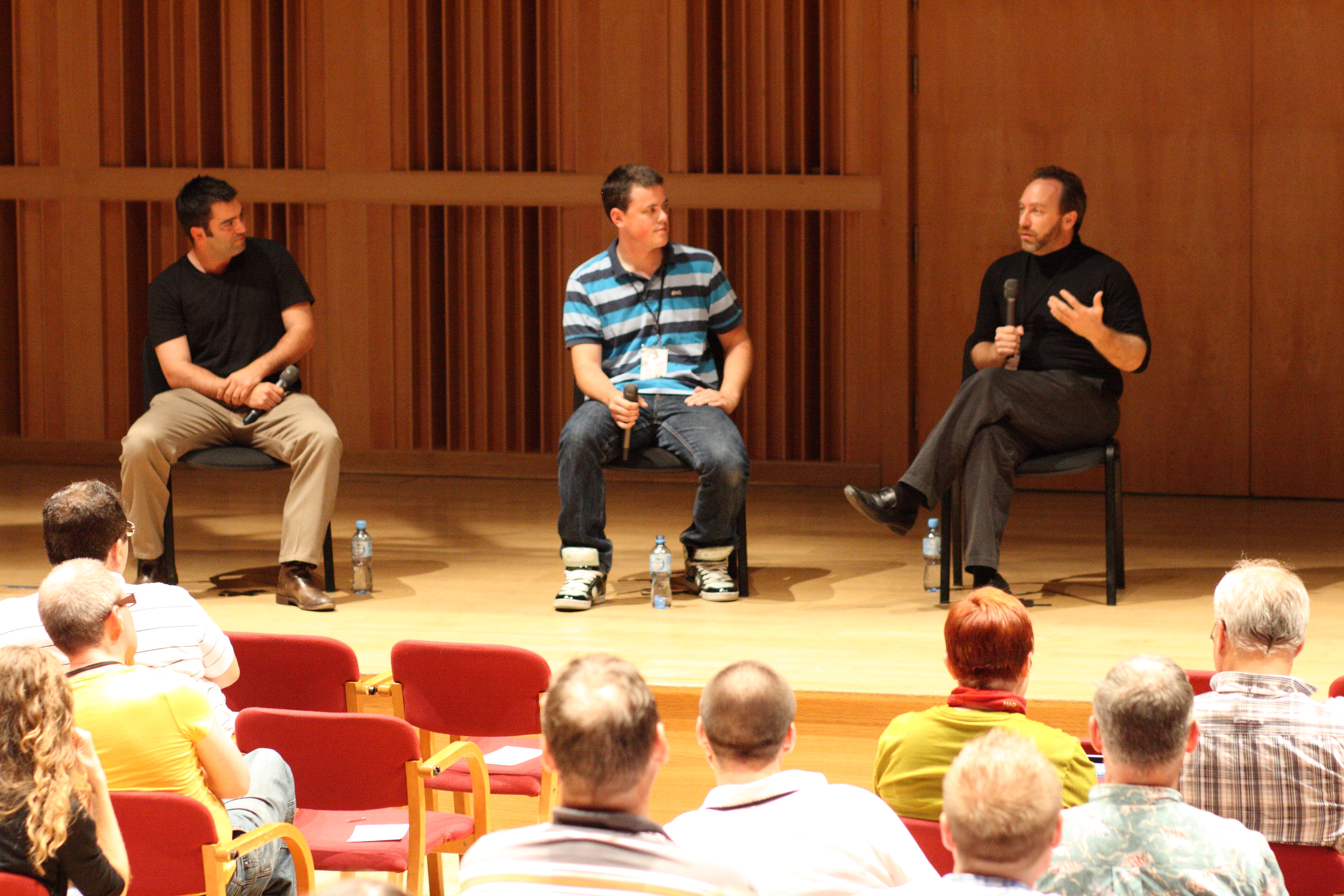
Dyskusja z twórcami po premierze filmu – Scottem Glossermanem (po lewej) i Nicem Hillem (w środku). Na zdjęciu także Jimmy Wales (po prawej)

Truth in Numbers? Everything According to Wikipedia – amerykański film dokumentalny w reżyserii Scotta Glossermana i Nica Hilla, którego premiera odbyła się 10 lipca 2010 roku. Film opowiada o historii powstania Wikipedii, porusza problem wiarygodności publikowanych w niej informacji, anonimowości twórców czy wpływu tej internetowej encyklopedii na rzeczywistość.
W filmie na temat Wikipedii wypowiadają się m.in.: Richard Branson, Noam Chomsky, Lawrence Lessig, Andrew Keen, Bob McHenry (były redaktor naczelny Encyklopedii Britannica), Len Downie (dziennikarz The Washington Post), Ward Cunningham, Larry Sanger, Howard Zinn (profesor, intelektualista amerykański), a także założyciel Wikipedii Jimmy Wales oraz kilku edytorów encyklopedii z różnych krajów.

## Historia powstania
Plany wyprodukowania filmu pojawiły się już w 2007 roku. Założono wówczas stronę wikidocumentary.org, dzięki której internauci mogli współtworzyć film (np. sugerując osoby, których wypowiedzi na temat Wikipedii powinny znaleźć się w produkcji). W internecie rozpoczęto także zbiórkę pieniędzy potrzebnych do powstania filmu. Datę premiery przekładano kilkukrotnie. Ostatecznie film ukończono w maju 2010. Pokaz premierowy odbył się 10 lipca 2010 roku podczas międzynarodowej konferencji Wikimania w Gdańsku.